# Mali 01
Mali 01 är namnet på den andra styrkan inom ramen för Sveriges bidrag till FN:s insats i Mali MINUSMA
Mali 01 verkade under en del av första halvåret 2015 och avlöstes i juni samma år av Mali 02.

## Allmänt
Mali 01:s kärna utgjordes av personal från 32. Underrättelsebataljonen vid Livregementets husarer (K 3), och hade en inriktning mot underrättelseinhämtning. Bland annat medförde förbandet UAV 03 Örnen och Terrängbil 16. Även personal från övriga delar av Försvarsmakten tjänstgjorde, varav en stor del från Trängregementet och Försvarsmedicincentrum.
Förbandet var grupperat på Camp Nobel i tält intill flygplatsen i Timbuktu. Spaningsförbandet bestod av ca 250 soldater och officerare. Förbandets komponenter var en spaningsskvadron, en stabsunderstödsskvadron med tillhörande kvalificerade sjukvårdsresurser samt en bataljonsstab.

## Händelser
Den 14 april 2015 hamnade styrkor ur Mali 01 i strid utanför Timbuktu. Ingen svensk personal skadades.
Den 29 april 2015 hamnade styrkor ur Mali 01 åter igen i strid utan för Timbuktu, även denna gång utan skador.